# Tarte Tatin
Tarte Tatin är en fransk äppelpaj eller äppeltårta, ofta serverad som dessert, på karamelliserade äpplen med socker och smör samt en tårtbotten av smördeg som placeras ovanför fyllningen innan den bakas i ugnen. Efter bakning vänds tårtan så undersidan hamnar upp.
Tårtan kräver äpplen med fast kött som inte faller isär när de tillagas. Ursprungligen gjordes Tarte Tatin med två regionala äppelsorter: Reine des Reinete Pippins och Calville. Under åren har andra sorter använts, exempelvis Golden Delicious, Granny Smith, Fuji och Gala. Den kan också göras med päron, kvitten, persika, ananas eller grönsaker, såsom tomat och lök. Bottnen är vanligtvis av smördeg men den kan även vara av mördeg.
Tarte Tatin betraktas som en klassiker och serveras ofta som efterrätt på brasserier och restauranger i Frankrike, vanligen med crème fraiche, vispad grädde eller vaniljglass.

## Historia
Tarte Tatins historia är mycket omtalad men ursprunget är inte klarlagt. Vanligt är att pajen sägs ha skapats av misstag på Hôtel Tatin i Lamotte-Beuvron, söder om Paris, i slutet av 1800-talet. Hotellet öppnade 1894 och drevs av systrarna Stéphanie (Fanny) och Caroline Tatin. Det finns motstridiga berättelser om tårtans tillkomst, men den vanligaste är att Stéphanie Tatin gjorde en traditionell äppelpaj men lämnade äpplen i smör och socker för länge i pannan. Hon kände hur de luktade bränt och försökte rädda rätten genom att sätta tårtbottnen ovanpå äppelpannan och avsluta tillagningen genom att sätta in hela pannan i ugnen. När hon tog ut pannan vände hon den upp och ned på ett fat så att tårtbottnen hamnade underst och serverade den så och gästerna uppskattade efterrätten. I en alternativ version bakade hon en karamelliserad äppeltårta upp och ned av misstag och serverade sina gäster den så. Oavsett riktigheten i någon av berättelserna var metoden att baka en tårta "upp och ned" (inverterad) inte ny. Marie-Antoine Carême nämner glaserade gâteaux renversés ("uppochnedvända tårtor") på flera ställen i sin bok Pâtissier Royal Parisien från 1815.
Tarte Tatin blev förvisso sedermera en signaturrätt på Hôtel Tatin. En del hävdar att systrarna Tatin inte är pajens ursprungliga skapare, utan att det egentligen rör sig om en förbättrad version av tarte solognote, en traditionell maträtt uppkallad efter Sologne-regionen som omger Lamotte-Beuvron. Receptet på Tarte Tatin finns ej registrerat nationellt i Frankrike och finns inte med i någon kokbok förrän 1917. Inga menyer från systrarnas hotell finns bevarade. Den första nedteckningen av receptet finns i ett privat arkiv. Där står att det var greven av Châteauvillards ej namngivna kock som var upphovsman och delat med sig av receptet till Stephanie (Fanny) Tatin. Första gången Tarte Tatin nämns i tryck är i politikern och författaren Gabriel Hanotaux beskrivning av en middag på Hôtel Tatin 1899. Tarte Tatin fick stort genomslag 1926 då matkritikern Maurice Edmond Sailland, känd under pseudonymen Curnonsky, hyllade bakverket i boken La France gastronomique under namnet Tarte des Demoiselles Tatin och nedtecknade historien om systrarna.
På 1950-talet sattes pajen på menyn på den berömda restaurangen Maxim’s i Paris. Därifrån uppstod en historia som blev vida spridd. Louis Vaudable, Maxim’s dåvarande ägare, sägs i sin ungdom ha smakat pajen hos systrarna Tatin på Hôtel Tatin under ett jaktbesök i Sologne. När han nekats att få receptet ska han ha tagit anställning på hotellet som trädgårdsmästare för att få se hur pajen lagades och slutat så fort han fått receptet klart för sig. Historien är romantisk, men inte sann då Louis Vauddable föddes 1902 och systrarna gick i pension 1906.